# Juruaia
Juruaia är en kommun i Brasilien.   Den ligger i delstaten Minas Gerais, i den sydöstra delen av landet, 600 km söder om huvudstaden Brasília. Antalet invånare är 9 238.
Omgivningarna runt Juruaia är huvudsakligen savann. Runt Juruaia är det ganska tätbefolkat, med 54 invånare per kvadratkilometer.